# Long Xuyen
Long Xuyên er en by i det sydlige Vietnam med et indbyggertal (pr. 2004) på cirka 206.000. Byen ligger i deltaet af Mekongfloden og er hovedstad i provisen An Giang.